# زن بی‌سر
زن بی‌سر (اسپانیایی: La mujer sin cabeza / La mujer rubia‎) یک فیلم هنری در ژانر تریلر روان‌شناختی به کارگردانی لوکرسیا مارتل محصول سال ۲۰۰۸است. این فیلم عموماً از سوی منتقدان به خاطر نقد اجتماعی و فیلمبرداری متمایز تحسین شد گرچه برخی نیز فقدان خط روایی مشخص و ضرباهنگ کند فیلم را مورد انتقاد قرار دادند.
زن بی‌سر در سال ۲۰۱۶ در رتبهٔ ۸۹ از فهرست صد فیلم برتر قرن بیست و یکم بی‌بی‌سی قرار گرفت.